# Distrito electoral federal 9 de Chiapas
El IX Distrito Electoral Federal de Chiapas es uno de los 300 distritos electorales en los que se encuentra dividido el territorio de México para la elección de diputados federales y uno de los 13 en los que se divide el estado de Chiapas. Su cabecera es la ciudad de Tuxtla Gutiérrez, que es además la capital de Chiapas.
El Distrito IX es el más pequeño en cuanto a territorio de los municipios de Chiapas, sin embargo concentra gran cantidad de población, está formado por el sector noreste del Municipio de Tuxtla Gutiérrez, abarcando aproximadamente la mitad oriental de la ciudad.

## Distritaciones anteriores

### Distritación 1978 - 1996
Entre 1978 y 1996 el distrito IX se encontraba conformado por los municipios de Ocosingo, Altamirano, El Bosque, Coapilla, Chalchihuitán, La Independencia, Ixhuatán, Ixtapangajoya, Jitotol, Las Margaritas, Ocotepec, Pantepec, Rayón, San Juan Cancuc, Simojovel, Sitalá, Solosuchiapa, Tapalapa y Tapilula, con cabecera en la ciudad de Ocosingo.

### Distritación 1996 - 2005
De 1996 a 2005 el territorio del Distrito IX era el Municipio de Tuxtla Gutiérrez íntegro, siendo su cabecera la misma ciudad.
El Distrito IX fue creado por la Reforma política de 1977 que elevó el número de Distritos correspondientes a Chiapas de 6 a 9, por lo que el Distrito ha elegido diputados únicamente a partir de 1979 a la LI Legislatura.

## Diputados por el distrito
| Diputado                                    | Grupo parlamentario | Legislatura | Periodo     |
| ------------------------------------------- | ------------------- | ----------- | ----------- |
| César Augusto Santiago                      |                     | LI          | 1979 - 1982 |
| Eloy Morales Espinosa                       |                     | LII         | 1982 - 1985 |
| Sergio Valls Hernández                      |                     | LIII        | 1985 - 1988 |
| Areli Madrid Tovilla                        |                     | LIV         | 1988 - 1991 |
| Octavio Elías Albores Cruz                  |                     | LV          | 1991 - 1994 |
| Lázaro Hernández Vázquez                    |                     | LVI         | 1994 - 1997 |
| Carlos Morales Vázquez                      |                     | LVII        | 1997 - 2000 |
| Enoch Araujo Sánchez                        |                     | LVIII       | 2000 - 2003 |
| Francisco Rojas Toledo                      |                     | LIX         | 2003 - 2006 |
| Carlos Morales Vázquez                      |                     | LX          | 2006 - 2009 |
| Ariel Gómez León                            |                     | LXI         | 2009 - 2012 |
| María del Rosario de Fátima Pariente Gavito |                     | LXII        | 2012 - 2015 |
| Emilio Enrique Salazar Farías               |                     | LXIII       | 2015 - 2018 |
| Leticia Arlett Aguilar Molina               |                     | LXIV        | 2018 - 2021 |
| Adriana Bustamante Castellanos              |                     | LXV         | 2021 -      |

## Resultados electorales

### 2009
| Elecciones federales de 2009 | Elecciones federales de 2009                   | Elecciones federales de 2009 | Elecciones federales de 2009   | Elecciones federales de 2009 | Elecciones federales de 2009 |
| Partido/Coalición            | Partido/Coalición                              | Candidato                    | Candidato                      | Votos                        | Porcentaje                   |
| ---------------------------- | ---------------------------------------------- | ---------------------------- | ------------------------------ | ---------------------------- | ---------------------------- |
|                              | Partido Acción Nacional                        |                              | Francisco Lazos Morales        |                              |                              |
|                              | Coalición Primero México (PRI, PVEM)           |                              | Alma Rosa Siman Estefan        |                              |                              |
|                              | Partido de la Revolución Democrática           |                              | Ariel Gómez León               |                              |                              |
|                              | Coalición Salvemos a México (PT, Convergencia) |                              | Pío López Obrador              |                              |                              |
|                              | Partido Nueva Alianza                          |                              | Manuel de Jesús Pérez Gómez    |                              |                              |
|                              | Partido Socialdemócrata                        |                              | José Francisco Chávez Quiñones |                              |                              |
|                              | No registrados                                 |                              |                                |                              |                              |
|                              | Nulos                                          |                              |                                |                              |                              |
| Total                        |                                                |                              |                                |                              |                              |
| Fuente:                      |                                                |                              |                                |                              |                              |